# Johan Pitka
Johan Pitka (orthographié également Juhan Pitka ; 19 février 1872 - 22 novembre 1944) est un entrepreneur estonien, capitaine de navire et contre-amiral pendant l'entre-deux-guerres. Il fut le commandant de la marine estonienne dans la guerre d'indépendance estonienne.

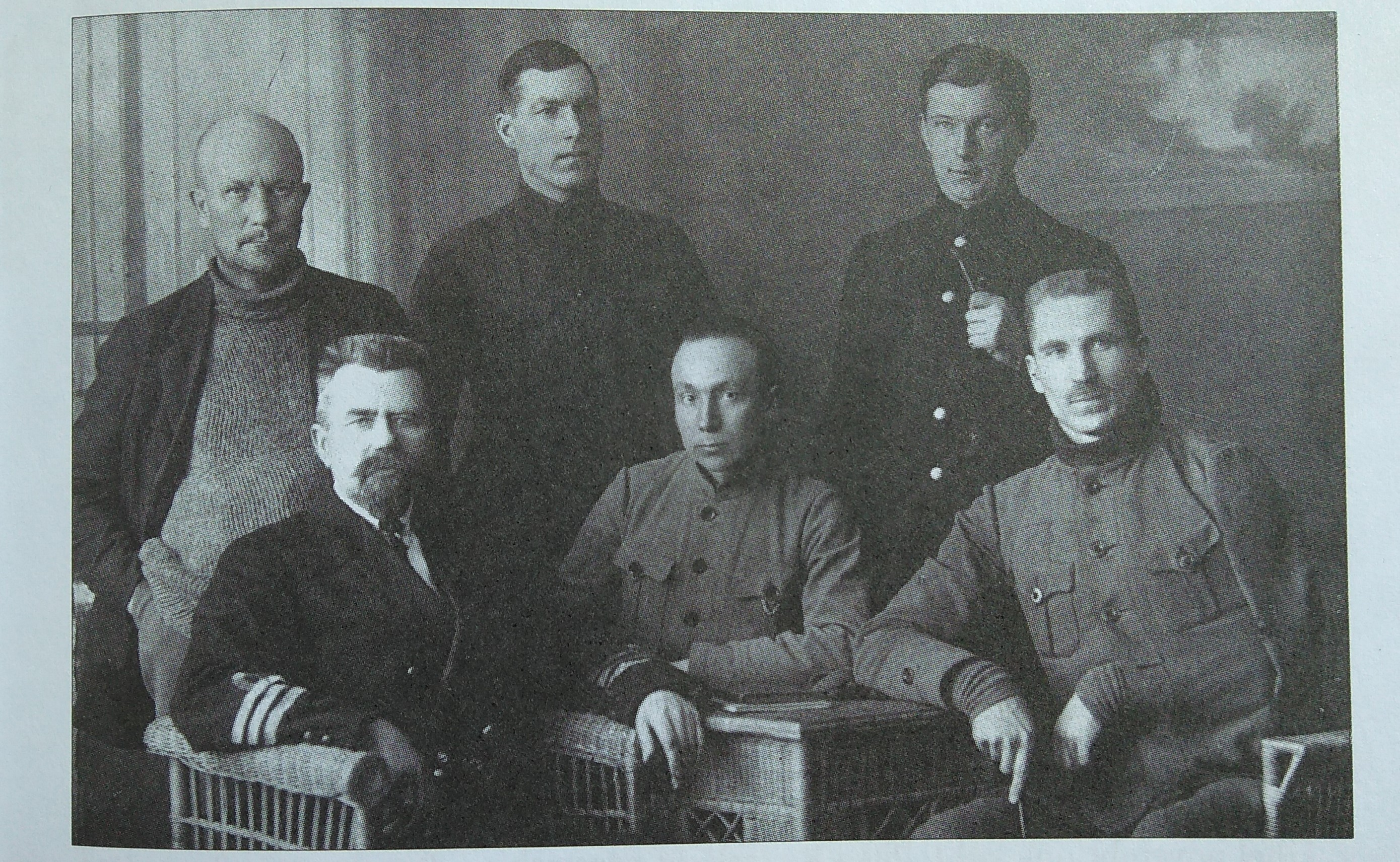
La direction des trains blindés avec Karl Parts et Anton Irv en 1919.

Johan Pitka fut l'un des personnages principaux de l'organisation des Forces de défense de la République estonienne nouvellement créée en novembre 1918, à la fin de la Première Guerre mondiale, lorsque les forces d'occupation allemandes commencèrent à quitter l'Estonie et face à la menace d'une invasion de l'Armée rouge nouvellement créée. Johan Pitka fut le créateur et le principal organisateur de la Ligue de défense estonienne, des trains blindés estoniens, des voitures blindées et de la marine estonienne. Il fut nommé commandant de la marine estonienne en décembre 1918 et l'a menée à travers la guerre d'indépendance estonienne victorieuse sans perdre un navire.
En raison de son engagement envers son pays, Johan Pitka est souvent surnommé « l'esprit de la guerre d'indépendance estonienne ».[réf. souhaitée]

## Honneurs
Il est l'un des onze estoniens décorés de la Croix de la Liberté VR I/1.

### Articles détaillé
- Corps francs de la Baltique